# Daniel Ingram
Daniel Ingram (Vancouver, Colúmbia Britânica, Canadá, 13 de junho de 1975) é um compositor e letrista canadense, principalmente para as bandas sonoras das séries animadas. Há escrito mais de 200 canções para televisão, os géneros vão desde pop e rock clássico em grande escala com estilo de Broadway de teatro musical. Sua música há sido cercado em mais de 180 países. É maioritariamente conhecido por seu trabalho como compositor de My Little Pony: A Amizade É Mágica e os filmes baseados na série; há escrito mais de 80 canções para My Little Pony desde 2010.
Ingram recebeu vários prêmios por sua música. Entre 2012 e 2017, ele foi nomeado para cinco prémios Daytime Emmy para Outstanding Original Song em programa infantil ou série animada. Cada Vez Mais Popular e Encontrar um Pet de My Little Pony: A Amizade É Mágica pois eles foram nomeados em 2012, enquanto the Magic of Truth e The Legend of Everfree foram nomeados em 2016 e 2017 e Um Garoto é de Littlest Pet Shop foi nomeado em 2013. Ele recebeu em 2010 Leo Award um melhor trilha sonora de série animada Martha Fala, e 2008 Leo Award em melhor música em um programa de televisão de variedades por About a Girl.
Em 18 de outubro de 2012, Hub Network (agora conhecido como Discovery Family) anunciou oficialmente que Ingram terá o dever dobro como um compositor para a terceira temporada de My Little Pony: A Amizade É Mágica e a nova série Littlest Pet Shop em 2013, ele recebeu uma Leo Award para melhor partitura musical em uma animação juntamente com Steffan Andrews por seu trabalho em My Little Pony: A Amizade É Mágica no episódio "A Cura do Mistério Mágico" e também tem sido destaque em Rolling Stone por seu trabalho em My Little Pony: A Amizade É Mágica. Ingram descreveu um  Alan Menken e Randy Newman como sua inspiração em seu trabalho.

## Filmografia[6]

### Produção de web
- #TweetIt: Featuring My Little Pony Staff and Bronies - como ele mesmo.
- Rainbow Rocks: Música para meus Ouvidos - curta animada (compositor)
- Rainbow Rocks: Vem Dançar! - videoclipe/curta animada (compositor)
- Rainbow Rocks: Um Dia Perfeito para a Diversão - videoclipe/curta animada (compositor)
- Rainbow Rocks: A Amizade Através das Idades - videoclipe/curta animada (compositor)
- Rainbow Rocks: A Vida é uma Pasarela - videoclipe/curta animada (compositor)
- Rainbow Rocks: Meu Passado Não é Hoje - videoclipe/curta animada (compositor)

### Televisão
- Martha Fala, temporada 1-4 (compositor)
- Pound Puppies, temporada 1 e 2 (compositor)
- As Aventuras de Chuck e Amigos, temporada 1 e 2 (compositor)
- My Little Pony: A Amizade É Mágica, temporada 1-8 (compositor)
- Littlest Pet Shop, (compositor)
- On Screen!, temporada 1-3 (compositor)
- The Math Show (compositor)
- Leroy Dorsalfin (compositor)
- About a Girl, temporada 1 (compositor)
- Ricky Sprocket, temporada 1 (música adicional)
- Empty Arms (compositor)
- The Older I Get the Wiser I Get (compositor)
- A Daughter's Conviction (música adicional)
- Imaginary Playmate (música adicional)
- Last Chance Café (música adicional)
- Pucca, temporada 1 (música adicional)
- EARTH = home (música adicional)
- Children of Tsunami: No More Tears (compositor)
- Return of the Tall Ships (compositor)
- Nobody TV movie (música adicional)
- Somos as Lalaloopsy (compositor)
- Dr. Dimensional (compositor)

### Filmes
- My Little Pony: O Filme (compositor)
- My Little Pony: Equestre Girls (compositor)
- My Little Pony: Equestria Girls – Rainbow Rocks (compositor)
- My Little Pony: Equestria Girls - Jogos da Amizade (compositor)
- My Little Pony: Equestria Girls - A Lenda de Everfree (compositor)
- Notas de Amor (compositor)
- To Be Fat Like Me TV movie (música adicional)
- Kung Fu Magoo (compositor)